# Bolanden
Bolanden là một xã thuộc thuộc huyện Donnersberg, Đức. Xã Bolanden có diện tích 17,44 km², dân số thời điểm ngày 31 tháng 12 năm 2006 là người.